# Administración de la demanda del transporte

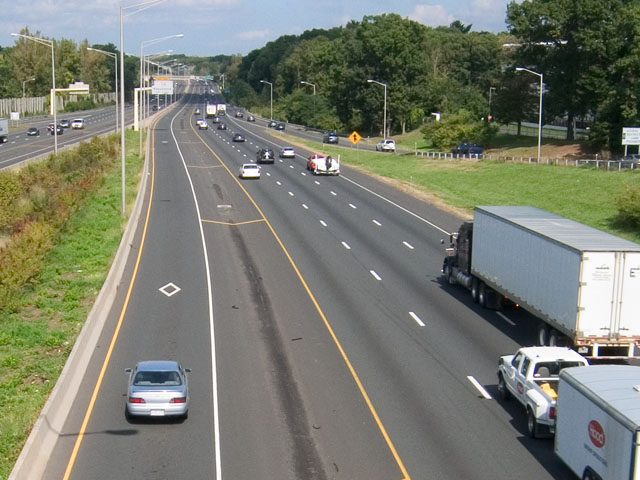
Aplicación típica de TDM: Carril para vehículos de alta ocupación (VAO) en la Autopista Interestatal I-91 cerca de Hartford, Connecticut, Estados Unidos

La administración de la demanda de transporte o gestión de la demanda de transporte (en inglés: Transportation Demand Management, abreviado TDM) es el conjunto de políticas, estrategias y planes orientados a producir la disminución de la demanda de viajes en automóvil, con el fin de promover una movilidad sostenible.

## Principios
La gestión de la demanda de transporte busca suplir las necesidades de movilidad de todas las personas de una manera eficiente, inteligente y sostenible. Esta idea surge de la imposibilidad de proveer la infraestructura que el transporte demanda (del inglés Predict & Provide).
La gestión de la demanda de transporte tiene varias dimensiones:
- Desestímulo del uso del automóvil: Principalmente a través de incentivos y penalidades económicas, de modo que su aplicación permita un uso más eficiente del sistema de transporte urbano, y hasta donde sea posible, sin necesidad de hacer grandes inversiones de infraestructura.[3]
- Estímulo de alternativas de transporte del automóvil: Principalmente transporte público, bicicletas y caminata.

## Historia
El concepto original de TDM se remonta a los años setenta e inicio de los ochenta, como respuesta a los impactos económicos a nivel mundial provocados por la acelerada alza de los precios del petróleo durante la crisis del petróleo de 1973 y la segunda crisis de 1979. Los objetivos originales de TDM buscaban reducir el consumo de energía producida con petróleo, mejorar la calidad del aire y reducir la congestión vehicular durante los períodos pico. Inicialmente las estrategias fueron orientadas hacia proveer alternativas atractivas para los viajes de hora pico con un solo ocupante en el vehículo. Hoy, el concepto de TDM se ha ampliado para buscar soluciones sostenibles para optimizar la operación del sistema de transporte urbano, tanto para viajes dentro como fuera de la hora pico, y para eventos recurrentes u ocasionales. Además, los avances tecnológicos han permitido implantar soluciones novedosas que el pasado no eran factibles, tales como el uso de sistemas de información geográfica (SIG o GIS, en su acrónimo inglés) a bordo de los vehículos, cobro electrónico de peajes, semáforos inteligentes, y en general todo el conjunto de soluciones que se conoce como Sistemas Inteligentes de Transporte (ITS, en su acrónimo inglés para Intelligent Transportation Systems). 

## Medidas frecuentes

Jerarquía de la movilidad urbana

- Carriles para autobuses: es una medida que consiste en demarcar y señalar carriles de uso exclusivo para autobuses de transporte público. El propósito de la medida es poder separar el transporte público de la congestión del tráfico mixto de las vías de la ciudad.
- Zonas peatonales
- Cargos de congestión
- Horarios flexibles (en inglés Flextime) hace referencia a horarios de trabajo variables, en contraste con los horarios tradicionales. Esta medida busca reducir el tráfico en las horas pico.
- Carriles de vehículos de alta ocupación (VAO) (en inglés High-occupancy vehicle lane): hace referencia a la medida aplicada especialmente en autopistas en Estados Unidos, que consiste en destinar un carril de una autovía para el tráfico de vehículos con más de un ocupante, es decir, el conductor y al menos un pasajero.
- Conducción ecológica: es una medida muy efectiva para disminuir el consumo de combustibles fósiles y en consecuencia las emisiones de gases tóxicos y partículas a la atmósfera. Consiste, en términos coloquiales, en presionar menos el acelerador, sin que implique transitar más despacio. Solamente es evitar aceleraciones muy fuertes y revolucionar mucho el vehículo.
- Sistemas de transporte inteligente
- Espacios libres de automóviles: esta medida hace referencia a cierres temporales de vías para los automóviles. Ejemplo de esto es la ciclovía recreativa de Bogotá, que los domingos cierra al tráfico varias avenidas para que puedan ser utilizadas por bicicletas, patinadores y peatones.
- Estacionamiento disuasorio (en inglés Park and ride).
- Políticas de parqueo: Son medidas muy importantes para desinecentivar el uso del vehículo privado. Conciste en cargar a los usuarios de estos vehículos con cobros sustanciales por estacionar en vía o en lotes de estacionamiento, de tal manera que aumenten los costos de viajes en este modo.
- Restricción vehicular
- Espacios compartidos (en inglés Shared space): hacen referencia a diseños de espacio público que integren el automóvil y los demás modos motorizados con los demás modos.
- Teletrabajo o Telecommuting
- Zonas de tráfico calmado (en inglés Traffic Calming). Son zonas dentro de la ciudad, que por sus características (residencias, cerca de escuelas y universidades), tienen una gran actividad en el espacio público (peatones, bicicletas, niños). Debido a estas características, se restringe las velocidad y el flujo de automóviles y motocicletas generalmente a 30 km/h. Esto mejora la integración de todos los usuarios y aumenta la seguridad vial.

## Otros conceptos similares
- Dependencia al automóvil
- Vehículos de exagerado consumo o gas-guzzler en inglés.
- Vehículos de ocupación individual
- Transporte sostenible
- Expansión urbana (en inglés Urban sprawl)
- "Woonerf"

## Aplicaciones prácticas
Ejemplos típicos de aplicaciones prácticas de TDM incluyen los esquemas de tarifas de congestión implementados exitosamente en las ciudades de Singapur, Londres, Estocolmo y Milán; programas de racionamiento o restricción vehicular según el número de la matrícula de los vehículos, como han sido utilizado en Atenas, Ciudad de México, São Paulo, Santiago de Chile, Bogotá y otros países de América Latina; el uso de carriles reversibles según la dirección de tránsito con mayor flujo; la promoción de los viajes en coches compartidos y los carriles exclusivos para vehículos de alta ocupación (VAO) implantados en muchas ciudades de Estados Unidos, Europa y otros países del mundo; los sistemas de estacionamiento denominados "Park and Ride" para facilitar la transferencia al sistema de transporte público en lugares periféricos de la ciudad; la implantación generalizada a nivel mundial de los carriles exclusivos para autobuses y de sistemas rápidos de autobuses (BRT por sus siglas en inglés: Bus Rapid Transit); la facilitación del uso de bicicletas para los viajes al trabajo; los sistema de horarios flexibles y trabajo a distancia; y el uso de sistemas inteligentes de transporte.